# دي روز
دي روز هي أغنية من قبل مغني الراب و المغني الأمريكي ليل بامب و هي أغنية فردية من ألبومه الأستوديو الأول ليل بامب (ألبوم) وتم إصدارها في 24 أكتوبر 2016

## سبب التسمية
دي روز هو لاعب كرة سلة أمريكي محترف واسمه الكامل ديريك روز ويختصر دي روز.
ليل بامب معجب كبير بكرة السلة والكثير من نجومها لهذا قرر صنع هذه الأغنية.

## الفيديو الموسيقي
تم إصدار الأغنية في البداية على حساب ساوندكلاود الخاص بليل بامب وبسبب نجاح الأغنية كتب المخرج كول بينيت المعروف بليريكال ليمونيد فيديو موسيقي لها وقام بتصويره هو و بامب في مدينة شيكاغو حصل الفيديو على أكثر من 190 مليون مشاهدة.

## الأداء التجاري
بلغت دي روز ذروتها في المركز 8 على تصنيف بيلبورد بابلينغ أندر هوت 100 في أمريكا بتاريخ 28 أكتوبر، 2017.
بلغت دي روز ذروتها في المركز 48 على تصنيف هوت أر أند بي/هيب-هوب سونغز في أمريكا بتاريخ 28 أكتوبر، 2017.
تم وسم دي روز وحصلت على إعتماد ذهب من قبل جمعية التسجيلات الأمريكية لبيعها أكثر من 500 ألف نسخة في الولايات المتحدة فقط.